# Topole, Mengeš
Topole je naselje v Občini Mengeš.

## Zemljepisna lega
Vas Topole leži ob glavni cesti Ljubljana-Brnik-Kranj in je okoli 3 km oddaljena od Mengša v smeri proti severozahodu. Svoje ime je dobila po vrsti drevja, topolu. Od glavne ceste so Topole odmaknjene v smeri proti gozdu pod hrib, katerega del se imenuje Pleša, celotno pobočje pa je imenovano tudi Debeli vrh ali Slevski hrib. Nekoliko južneje pa se nahaja hrib Gobavica s planinsko kočo. Pod pobočjem teče reka Pšata, ki ob večjem deževju poplavi travnike, ob hujših neurjih pa ogrozi tudi stanovanjske objekte, ki so v neposredni bližini struge. Ob močnejšem deževju se podtalnica razširi vse do gasilskega doma oz. seže do ceste, ki vodi skozi Topole.
Danes šteje vas nekaj več kot 60 hiš, v katerih živi 214 prebivalcev.

## Kratka zgodovina
Topole so bile prvič omenjene že 13. avgusta 1250, torej gre za eno najstarejših naselij v občini Mengeš. Sprva so spadale pod gospostvo samostana v Stični, z najrazličnejšimi volilnimi in darilnimi pismi pa so posamezne kmetije - hube prehajale v roke drugih plemičev. 13. avgusta 2000 so na pobudo v Topolah rojenega duhovnika msgr. dr. Rudija Koncilija Topolci prvič praznovali vaški praznik, in sicer 750-letnico prve pisne omembe. Ob tej priliki je bila predstavljena tudi razstava o ljudeh in življenju v vasi v veliki sejni sobi gasilskega doma.
Do druge svetovne vojne je sestava prebivalstva bila tipično kmečka, ki se je kasneje preoblikovala v delavsko, saj je bilo kmetov, ki bi se preživljali zgolj s kmetijstvom, iz leta v leto manj. Kljub temu je ostala tipična podoba Topol kot kmečkega naselja, saj kraj obdajajo travniki in obdelana polja. Značilna oblika gradnje hiš v preteklosti je bil dom v ključu, kjer so gospodarska poslopja postavljena pravokotno na domačijo, kar se vidi na domačijah pri Testenu, pri Štefelnu, pri Hrinu, pri Janšču, .... V Topolah je ohranjen še en tip gradnje, in sicer vzporedni dom, za katerega je značilno, da je gospodarsko poslopje postavljeno ob hiši, med njima pa je dvorišče (pri Alešku). Novejši objekti so eno ali večstanovanjske hiše, ki sledijo tudi novejšim arhitekturnim slogom, vendar lastniki skušajo ohranjati podeželsko gradnjo.
Pred drugo svetovno vojno je v vasi delovala Kmetijska strojna zadruga Topole, kjer so si kmetje lahko izposojali orodje in naprave za obdelovanje zemlje. V Topolah delujeta Prostovoljno gasilsko društvo Topole in Športno društvo Topole. Gasilski dom je bil zgrajen leta 1952.

## Znamenitosti
Na obeh straneh vasi stojita stebrasta znamenja. Leta 1932 je kmet Anton Vahtar postavil 25 m visok železni stolp z vetrnico, v vznožju stolpa pa vodni betonski zbiralnik in črpalko. Zanimiva črpalka je tekom let propadla. 

## Pomembni krajani
V Topolah se je 5. septembra 1894 pri Žnidarju rodil Franc Jenko (1894-1968), orglarski mojster. Orglarstva se je učil pri Ivanu Milavcu. Nekaj let je pri mojstru Kacinu, ki je imel delavnico pri Praprotniku v Domžalah, izdeloval klavirje, doma pa harmonije. V letu 1923 je odprl orglarsko obrt z delavnico pri Bezlu v Velikem Mengšu. Že leta 1925 je svojo orglarsko umetno obrt preselil v Šentvid nad Ljubljano. Nove orgle je največ izdeloval po načrtih arhitektov Jožeta Plečnika in Ivana Vurnika. Veliko orgel je tudi popravil, predelal, povečal ali postavil na novo. Njegovo največje delo so orgle v Djakovem na Hrvaškem. Zadnje orgle za cerkev v Šibeniku so bile končane po njegovi smrti 2. junija 1968.